# Teucholabis (Teucholabis) schineri
Teucholabis (Teucholabis) schineri is een tweevleugelige uit de familie steltmuggen (Limoniidae). De soort komt voor in het Neotropisch gebied.